# Hilary Benn

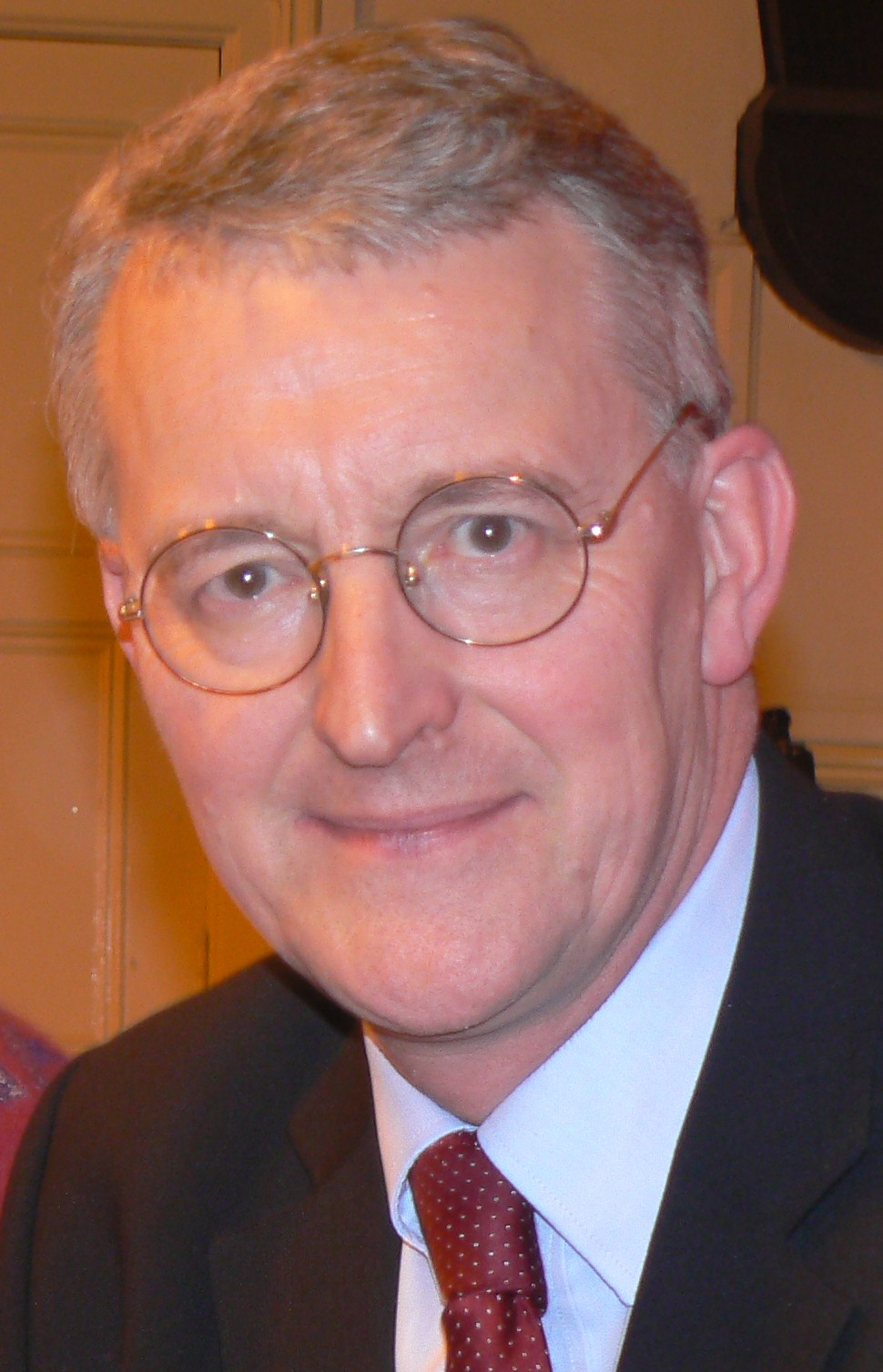

Hilary James Wedgwood Benn (Hammersmith, 26 de Novembro de 1953) é um político britânico do Partido Trabalhista.
Actualmente é membro parlamentar, mandato iniciado em 1999, e desempenha a função de ministro-sombra no  Official Opposition Shadow Cabinet com a pasta dos negócios estrangeiros.